# کندیارو
کندیارو (به انگلیسی: Kandiaro) یک شهر در پاکستان است که در Khan Wahan واقع شده‌است.